# Faculdades de Campinas
O Centro Universitário FACAMP - Faculdades de Campinas são um conjunto de faculdades particulares localizado no distrito de Barão Geraldo, em Campinas, interior do Estado de São Paulo A FACAMP está localizada em terreno vizinho ao da UNICAMP, ao lado da PST Eletrônica, em terreno comprado junto à  CPFL.
Oferece cursos de graduação nas áreas de Administração, Direito, Economia, Propaganda e Marketing, Relações Internacionais, Engenharia de Produção, Engenharia de Computação e Engenharia Mecânica, Psicologia, IA e Ciência de Dados.

## História
A FACAMP foi fundada por João Manuel Cardoso de Mello, Liana Aureliano, Luiz Gonzaga Belluzzo e Eduardo da Rocha Azevedo em 1999.

## Estrutura
A instituição está instalada num campus universitário de 100 mil metros quadrados, ao lado da UNICAMP e do Polo Tecnológico de Campinas. Os prédios foram construídos para abrigar os núcleos de Prática Profissional Avançada e a Biblioteca. As salas de aula, todas térreas, são espaçosas, climatizadas e mobiliadas de forma a garantir o conforto dos alunos.
O campus da está situado em ampla área verde, com mais de 1.000 árvores, de 15 espécies nativas, e 22.000 orquídeas, de mais de 30 espécies.